# Bruno Hunziker

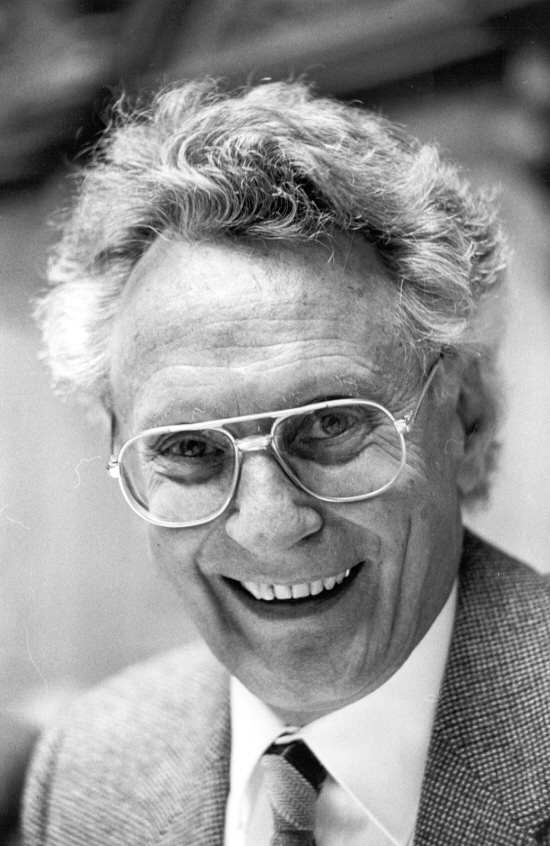
Bruno Hunziker (1986)

Bruno Hunziker (* 10. Februar 1930 in Winterthur; † 27. März 2000 in Aarau; heimatberechtigt in Oberkulm und Aarau) war ein Schweizer Politiker und Wirtschaftsanwalt. Er präsidierte von 1984 bis 1989 die Freisinnig-Demokratische Partei (FDP).

## Kantonaler Politiker
Nach dem Studium der Rechtswissenschaften an der Universität Basel eröffnete Bruno Hunziker ein Anwaltsbüro (1957–1968) und wurde FDP-Grossrat des Kantons Aargau (1965–1968). Nach bloss dreijähriger Tätigkeit im Grossen Rat wurde Hunziker 1968 in den aargauischen Regierungsrat gewählt, dem er bis 1976 angehörte. Er stand zunächst dem  Baudepartement, später dem Gesundheitsdepartement vor. Er entwickelte u. a. die Aargauer Spital- und Energiekonzeption. 1970/71 leitete Hunziker als Landammann die Aargauer Regierung.

## Nationaler Politiker
Von 1977 bis 1987 war Hunziker Nationalrat und von 1987 bis 1991 Ständerat. Gleichzeitig führte er wieder ein eigenes Anwaltsbüro und gehörte mehreren Verwaltungsräten an. Er interessierte sich vor allem für die Wirtschafts-, Gesundheits- und Energiepolitik, sowie für staatspolitische Grundfragen. Im Juni 1983 wurde er zum Präsidenten des Energieforums Schweiz gewählt. Von 1984 bis 1989 war er Präsident der Freisinnig-Demokratischen Partei (FDP). In seiner Präsidialzeit beschäftigte sich die FDP mit der 10. AHV-Revision, dem UNO-Beitritt der Schweiz, der Gleichberechtigung der Frau und neuen Technologien. Unter seiner Führung wurde die erste freisinnige Volksinitiative um Steuererleichterungen für Familien lanciert. Er setzte Akzente auch in der Atompolitik. Er galt als Integrationsfigur seiner Partei. 1984 wurde Bruno Hunziker neben Elisabeth Kopp offizieller Bundesratskandidat der FDP, wobei Kopp gewählt wurde. Hunziker blieb danach Parteipräsident.

## Rückkehr in die Wirtschaft
Nach seinem Rückzug aus der Politik war er Direktor der Motor-Columbus AG und Berater mehrerer Unternehmen. Er war kurze Zeit Kolumnist der Aargauer Zeitung. 